# Liste der Monuments historiques in Givry (Ardennes)
Die Liste der Monuments historiques in Givry führt die Monuments historiques in der französischen Gemeinde Givry auf.

## Liste der Objekte
| Bezeichnung | Beschreibung                                          | Standort                       | Kennzeichnung | Schutzstatus | Datum | Bild |
| ----------- | ----------------------------------------------------- | ------------------------------ | ------------- | ------------ | ----- | ---- |
| Kreuz       | Kupfer, vergoldet, bezeichnet 1581; 1918 verschwunden | in der Kirche St-Martin (Lage) | PM08000241    | Classé       | 1908  |      |